# Mistrzowie strongman: Bułgaria
Mistrzowie strongman: Bułgaria – doroczne, indywidualne zawody siłaczy, organizowane w Bułgarii od 1999 r.

## Mistrzowie
| Rok  | Mistrz           |
| ---- | ---------------- |
| 1999 | nieznany         |
| 2000 | nieznany         |
| 2001 | Zdrawko Zanew    |
| 2002 | Zdrawko Zanew    |
| 2003 | Zdrawko Zanew    |
| 2004 | Stojan Todorczew |
| 2005 | Stojan Todorczew |
| 2006 | nieznany         |
| 2007 | Zdrawko Zanew    |
| 2008 | nieznany         |